# Лудбрег
Лудбрег (на хърватски: Ludbreg) е град в северозападната част на Хърватия във Вараждинска жупания.

## Общи сведения
Градът е разположен на левия бряг на река Бедня, недалеч от вливането ѝ в Драва. Отстои на 25 км югоизточно от главния град на областта Вараждин, на 20 км от Копривница и на 90 км от столицата Загреб. Намира се в подножието на северните склонове на планината Калник.

## История
Градът за първи път е споменат през 1320 г. под името Каструм Лудбрег (Castrum Ludbreg). През XVI в. крепостта му е атакувана от османците, но успява да устои на обсадата.
Около началото на XV в. възниква легендата за „лудбрегското чудо“. Според преданието веднъж свещеникът, който отслужвал месата, се усъмнил във вярата си, и изведнъж виното в чашата, с която извършвал литургията, се превърнало в кръв. Уплашеният свещеник заповядал да се зазида чашата зад олтара, а майсторът, повикан да изпълни тази задача, се заклел да я запази в тайна. Но на смъртния си одър свещеникът признал за този си грях и в скоро време се разнесъл слухът за чудото.
Към Лудбрег започват да се стичат поклонници. Чашата е отнесена като ценна реликва в Рим, където известно време се съхранява, но след като през 1513 г. папа Лъв XII признава случилото се чудо, реликвата е върната в Лудбрег и поставена в църквата Св. Троица. През 1721 г. към богато украсената реликва е добавена и специално изработена ампула с кръв като знак за чудото.
В чест на божието чудо през 1739 г. хърватският парламент взема решение да се построи нова църква, но строителството е многократно прекъсвано и църквата „Светата Кръв Христова“ е окончателно завършена чак през 1993 г.

## Забележителности
- Дворецът Батиан в стил барок. На това място някога стояла крепост с четири обли кули. В края на XVII в. неин собственик става Адам II Батиани, бан на Хърватия, Далмация и Словения от 1693 г., от хърватско-унгарско потекло, герой от Голямата турска война, в която се проявява доблестно при обсадата на Буда през 1686 г.[2] Той добавя само няколко жилищни помещения към укреплението. Но неговият син Лудовик Батиани предприема мащабна реконструкция на крепостта през 1745 г., превръщайки я в истински дворец. В наши дни в него се помещава Хърватският институт за реставрационни дейности към Министерството на културата на Хърватия.
- Църквата Св. Троица, спомената за първи път още в 1334 г.,[3] в която се пази реликвата на Лудбрег.